# Peter Engelhardt
Peter Engelhardt (* 26. September 1982 in Nürnberg) ist ein deutscher Ringer.

## Sportliche Laufbahn
als Einzel-Ringer
- 2004 Deutsche Meisterschaft – Männer: 3. Platz – 66 kg, Freistil
- 2005 Deutscher Meister – Männer – 66 kg, Freistil
- 2005 Militärweltmeister – Männer – 66 kg, Freistil
- 2005 Europameisterschaft – Männer: 5. Platz – 66 kg, Freistil
- 2006 Deutscher Meister – Männer – 66 kg, Freistil

als Ringer in der Mannschaft der SV St. Johannis 07 e.V.
- 2003 Aufstieg in die 1. Bundesliga Süd (dort blieb man aber nur ein Jahr)
- 2005 Meister in der 2. Bundesliga Süd

## Berufliche Laufbahn
Nach seiner Ausbildung als Kfz-Mechaniker in einem Betrieb in Boxdorf wurde er Soldat in der Bundeswehr.
Seit Februar 2011 als Obersekretär im Justizvollzugsdienst tätig.
| Personendaten    | Personendaten      |
| ---------------- | ------------------ |
| NAME             | Engelhardt, Peter  |
| KURZBESCHREIBUNG | deutscher Ringer   |
| GEBURTSDATUM     | 26. September 1982 |
| GEBURTSORT       | Nürnberg           |